# تريستان دا كونا
تريستان دا كونا هي مجموعة من الجزر البعيدة في جنوب المحيط الأطلسي وتبعد 2816 كم (1750 ميل) عن جنوب أفريقيا و 3360 كم (2088 ميل) عن أمريكا الجنوبية وتعدّ هذه الجزر تبعية لأقليم ما وراء البحار سانت هيلينا البريطانية والتي تبعد عنها 2173 كم (1350 ميل) في الشمال.
يتكون هذا الأقليم من الجزيرة الرئيسية تريستان دا كونا (مساحتها 98 كم²)و جزر أخرى غير مأهولة وهي: جزيرة إناكسيسبل وجزيرة نايتنغل وجزيرة غوف التي تقع جنوب شرق الجزيرة الرئيسية بحوالي 395 كم (245 ميل). وتعدّ تريستان دا كونا أكثر الأرخبيلات المأهولة بعداً عن اليابسة في العالم.

## خلفية تاريخية

### الاكتشاف
سُجِّلت أول رؤية للجزر عام 1506 من قبل المستكشف البرتغالي تريستاو دا كونيا، إلا أن البحار الهائجة قد حالت دون رسو السفينة. أسمى الجزيرة الرئيسية نسبةً إليه، جزيرة تريستاو دا كونيا (بالبرتغالية: Ilha de Tristão da Cunha). حوِّلت للغة الإنجليزية في أول إشارة لها على الخريطة الأميرالية البريطانية لتصبح جزيرة تريستان دا كونا. وتشير بعض المصادر إلى أن البرتغاليين قد حققوا أول رسو عام 1520، عندما استُدعيت سفينة لاس رافاييل تحت إمرة القبطان روي فاز بيريرا  لجزيرة تريستان للتزود بالمياه.
أول رُسوّ غير متنازع عليه قام به طاقم سفينة شركة الهند الشرقية الهولندية هيمستيده في 7 فبراير 1643، تحت إمرة كلايس جيراتسز بيرينبرودوبوت. توقف الهولنديون في الجزيرة أربع مرات أخرى في السنوات الخمس والعشرين التي تلت ذلك، وفي عام 1656 أنشؤوا أول خرائط تقريبية للأرخبيل.
أُجري أول مسح كامل للأرخبيل عام 1767 من قبل طاقم الفرقيطة الحربية الفرنسية أور دو بيرجيه (بالفرنسية: Heure du Berger). أُجري أول استكشاف علمي من قبل عالم الطبيعة الفرنسي لويس-ماري أوبيرت دي بيتي-توار الذي أقام في الجزيرة لمدة ثلاثة أيام في يناير 1793 خلال بعثة تجارية فرنسية من مدينة بريست في فرنسا إلى موريشيوس. جمع توار مجموعات نباتية وأبلغ عن وجود آثار للسكن البشري، بما في ذلك مدافئ وحدائق مزروعة تركها مستكشفون هولنديون على الأرجح في القرن السابع عشر.
قاد ويليام بولتس في رحلته من أوروبا إلى شرق أفريقيا والهند سفينة الشركة الإمبراطورية الآسيوية لتريستي وأنتويرب، جوزيف إيه تيريز، ورصد تريستان دا كونا وأقام مفرزة إنزال على الشاطئ في 2 فبراير 1777 ورفع العلم الإمبراطوري، أطلق عليها وعلى الجزر المجاورة اسم جزر برابانت. في الواقع، لم تنشئ الشركة أي مستوطنة أو مُنشآت هناك. بعد أن أعلنت الحكومة البريطانية في سبتمبر 1786 أنها ستمضي قدمًا بمستوطنة نيوساوث ويلز، نشر ألكسندر دالريمبل مدفوعًا بأعمال بولتس على الأرجح كتيبًا تحت عنوان، تحذير خطير للعامّة في المستعمرة اللصة المزمعة في خليج بوتاني، مع اقتراح بديل من جانبه لإقامة مستوطنات في جزر تريستان دا كونا وسان بول وأمستردام في المحيط الجنوبي.
اقترح أيضًا القبطان جون بلانكيت في البحرية الملكية، بشكل مستقل على رؤسائه في أغسطس 1786 استخدام السجناء لتأسيس مستوطنة إنجليزية في تريستان. نتيجة لذلك، تلقت الأميرالية أوامر من الحكومة في أكتوبر 1789 بفحص الجزيرة كجزء من مسح عام لجنوب المحيط الأطلسي وسواحل منطقة الجنوب الأفريقي. ذلك لم يحدث قطّ، لكن أُجري بحث حول جزر تريستان وأمستردام وسان بول في ديسمبر 1792 ويناير 1793 من قبل جورج ماكارتني، أول سفير لبريطانيا لدى الصين: إذ أكّد أثناء رحلته إلى الصين أن كلًا من الجزر لم تكن مناسبة للاستيطان.

### القرن التاسع عشر
كان أول مستوطن دائم هو جوناثان لامبرت من مدينة سالم، ماساتشوستس، الولايات المتحدة، الذي انتقل إلى الجزيرة في ديسمبر عام 1810 مع رجلين آخرين، وانضم إليهما رجل ثالث لاحقًا. أعلن لامبرت علناً أن الجزر ملكيته وسمّاهم جزر الانتعاش. توفي ثلاثة من الرجال الأربعة عام 1812، ومع ذلك، بقي الناجي من بين المستوطنين الثلاثة الدائمين الأصليين، توماس كوري (أو توماسو كوري) كمزارع في الجزيرة.
وفي 14 أغسطس عام 1816، ضمت المملكة المتحدة الجزر، ما جعلها تابعة لمستعمرة كيب في جنوب أفريقيا. فُسِّر الأمر بأنه إجراء لمنع استخدام الجزر كقاعدة لأي محاولة لتحرير نابليون بونابرت من سجنه في جزيرة سانت هيلينا. منع احتلال الجزيرة الولايات المتحدة من استخدام تريستان دا كونا كقاعدة للطرادات البحرية، كما اعتادت أن تكون خلال حرب 1812. تم التخلي عن مُلكية الجزر في نوفمبر 1817، رغم أن بعض أعضاء الحامية بقوا وشكّلوا نواة السكان الدائمين.[بحاجة لمصدر]
احتُلَّت هذه الجزر من قِبل حامية تابعة لقوات مشاة البحرية البريطانية، وازداد عدد السكان المدنيين تدريجيًا. وقد توقفت سفينة بيرويك هناك في 25 مارس عام 1824 وأفادت بأن عدد سكانها بلغ 22 رجلًا وثلاث نساء. وبقي القارب «جنوب أستراليا» هناك من 18 إلى 20 فبراير عام 1836 عندما كان أحد أفراد عائلة غلاس حاكمًا حسبما جاء في فصل عن الجزيرة في كتاب وليام هنري لي «رحلات ومغامرات في جنوب أستراليا».
شيّد صائدو الحيتان قواعد على الجزر للقيام بعمليات في جنوب المحيط الأطلسي. بيد أن افتتاح قناة السويس عام 1869 إلى جانب الانتقال التدريجي من السفن الشراعية إلى السفن البخارية التي تعمل بالفحم قد زاد من عزلة الجزر التي لم تعد ضرورية كميناء توقف لرحلات الإبحار الطويلة، أو كملاذ للرحلات من أوروبا إلى شرق آسيا. وصل كاهن إلى الجزيرة في فبراير عام 1851، أُتبع بزيارة أسقف كيب تاون في مارس عام 1856، واعتُبرت الجزيرة تابعة لأبرشية كيب تاون.
في عام 1867، قام الأمير ألفريد دوق إدنبرة والابن الثاني للملكة فيكتوريا بزيارة الجزر. سُمّيت المستوطنة الرئيسية إدنبرة ذات البحار السبعة تكريمًا لزيارته. في 15 أكتوبر عام 1873، رست سفينة المسح العلمي التابعة للبحرية الملكية إتش إم إس تشالنجر في تريستان لإجراء عمليات مسح جغرافية وحيوانية في جزيرة تريستان، وجزيرة إناكسيسبل  وجزر نايتنغل. في سجلّه الخاص، سجل القبطان جورج ناريس ما مجموعه 15 عائلة و86 فردًا مقيمين على الجزيرة. أصبحت جزيرة تريستان تابعة للتاج البريطاني في أكتوبر عام 1875.

## الحكومة
لا توجد أحزاب سياسية أو نقابات عمالية في تريستان. السلطة التنفيذية منوطة بالملكة الممثلة في الإقليم من قبل حاكم سانت هيلينا. وبما أن الحاكم يقيم بصفة دائمة في سانت هيلينا، يُعيَّن حاكم إداري لتمثيل الحاكم في الجزر. الحاكم الإداري هو موظف مدني في وزارة الخارجية يُختار من قِبل لندن ويعمل كرئيس محلي للحكومة ويأخذ المشورة من مجلس جزيرة تريستان دا كونا. منذ عام 1998، يخدم كل حاكم إداري فترة ثلاث سنوات (تبدأ في سبتمبر عند وصول سفينة الإمداد من كيب تاون). خدم شون بيرنز ولاية ثانية كحاكم إداري في نوفمبر عام 2016.
يعمل الحاكم الإداري ومجلس الجزيرة من مبنى الحكومة، وهو المبنى الوحيد المكون من طابقين في الجزيرة. ويشار إلى المبنى أحيانًا باسم «وايتهول» أو «مبنى الإدارة» ويضم مكتب الحاكم الإداري ودائرة الخزينة والمكاتب الإدارية وغرفة المجلس التي تُعقد فيها اجتماعات مجلس الجزيرة. تضم الجزيرة مساعدَيْ شرطة ومفتش شرطة متفرغ لحفظ النظام والقيام بأعمال الشرطة. تمتلك تريستان دا كونا بعض التشريعات الخاصة بها، لكن قانون سانت هيلينا يُطبّق بصفة عامة بما لا يتعارض مع القانون المحلي، وبقدر ما يكون ملائمًا للظروف المحلية ورهنًا بالتعديلات التي ترتئيها الظروف المحلية.

### رئيس الجزر
يتألف مجلس الجزيرة من ثمانية أعضاء منتخبين وثلاثة أعضاء مُعينين، يخدمون فترة ثلاث سنوات تبدأ في فبراير أو مارس. يُجرى تصويت منفصل لكنه متزامن لاختيار رئيس الجزر، الذي هو القائد السياسي للمجتمع. انتُخب جيمس غلاس للمنصب في مارس عام 2019، عائدًا بعد ستة عشر عامًا برقم قياسي لبدء ولاية رابعة في المنصب.[بحاجة لمصدر]

## المناخ
يظهر الجدول التالي التغييرات المناخية على مدار السنة لتريستان دا كونا:
| البيانات المناخية لـتريستان دا كونا                    | البيانات المناخية لـتريستان دا كونا | البيانات المناخية لـتريستان دا كونا | البيانات المناخية لـتريستان دا كونا | البيانات المناخية لـتريستان دا كونا | البيانات المناخية لـتريستان دا كونا | البيانات المناخية لـتريستان دا كونا | البيانات المناخية لـتريستان دا كونا | البيانات المناخية لـتريستان دا كونا | البيانات المناخية لـتريستان دا كونا | البيانات المناخية لـتريستان دا كونا | البيانات المناخية لـتريستان دا كونا | البيانات المناخية لـتريستان دا كونا | البيانات المناخية لـتريستان دا كونا |
| الشهر                                                  | يناير                               | فبراير                              | مارس                                | أبريل                               | مايو                                | يونيو                               | يوليو                               | أغسطس                               | سبتمبر                              | أكتوبر                              | نوفمبر                              | ديسمبر                              | المعدل السنوي                       |
| ------------------------------------------------------ | ----------------------------------- | ----------------------------------- | ----------------------------------- | ----------------------------------- | ----------------------------------- | ----------------------------------- | ----------------------------------- | ----------------------------------- | ----------------------------------- | ----------------------------------- | ----------------------------------- | ----------------------------------- | ----------------------------------- |
| الدرجة القصوى °م (°ف)                                  | 23.7 (74.7)                         | 24.4 (75.9)                         | 24.4 (75.9)                         | 22.4 (72.3)                         | 20.3 (68.5)                         | 18.7 (65.7)                         | 17.8 (64.0)                         | 17.3 (63.1)                         | 17.1 (62.8)                         | 18.4 (65.1)                         | 20.4 (68.7)                         | 21.8 (71.2)                         | 24.4 (75.9)                         |
| متوسط درجة الحرارة الكبرى °م (°ف)                      | 20.4 (68.7)                         | 21.2 (70.2)                         | 20.5 (68.9)                         | 18.9 (66.0)                         | 16.9 (62.4)                         | 15.3 (59.5)                         | 14.4 (57.9)                         | 14.2 (57.6)                         | 14.3 (57.7)                         | 15.4 (59.7)                         | 17.0 (62.6)                         | 18.9 (66.0)                         | 17.3 (63.1)                         |
| المتوسط اليومي °م (°ف)                                 | 17.9 (64.2)                         | 18.8 (65.8)                         | 17.9 (64.2)                         | 15.4 (59.7)                         | 14.6 (58.3)                         | 13.1 (55.6)                         | 12.2 (54.0)                         | 11.9 (53.4)                         | 12.0 (53.6)                         | 13.0 (55.4)                         | 14.6 (58.3)                         | 16.5 (61.7)                         | 14.8 (58.6)                         |
| متوسط درجة الحرارة الصغرى °م (°ف)                      | 15.4 (59.7)                         | 16.2 (61.2)                         | 15.3 (59.5)                         | 11.9 (53.4)                         | 12.3 (54.1)                         | 10.9 (51.6)                         | 10.0 (50.0)                         | 9.6 (49.3)                          | 9.7 (49.5)                          | 10.6 (51.1)                         | 12.2 (54.0)                         | 14.1 (57.4)                         | 12.4 (54.3)                         |
| أدنى درجة حرارة °م (°ف)                                | 10.9 (51.6)                         | 11.8 (53.2)                         | 10.3 (50.5)                         | 9.5 (49.1)                          | 7.4 (45.3)                          | 6.3 (43.3)                          | 4.8 (40.6)                          | 4.6 (40.3)                          | 5.1 (41.2)                          | 6.4 (43.5)                          | 8.3 (46.9)                          | 9.7 (49.5)                          | 4.6 (40.3)                          |
| معدل هطول الأمطار مم (إنش)                             | 93 (3.7)                            | 113 (4.4)                           | 121 (4.8)                           | 129 (5.1)                           | 155 (6.1)                           | 160 (6.3)                           | 160 (6.3)                           | 175 (6.9)                           | 169 (6.7)                           | 151 (5.9)                           | 128 (5.0)                           | 127 (5.0)                           | 1٬681 (66.2)                        |
| متوسط الأيام الممطرة                                   | 18                                  | 17                                  | 17                                  | 20                                  | 23                                  | 23                                  | 25                                  | 26                                  | 24                                  | 22                                  | 18                                  | 19                                  | 252                                 |
| متوسط الرطوبة النسبية (%)                              | 79                                  | 77                                  | 75                                  | 78                                  | 78                                  | 79                                  | 79                                  | 79                                  | 78                                  | 79                                  | 79                                  | 80                                  | 78                                  |
| ساعات سطوع الشمس الشهرية                               | 139.5                               | 144.0                               | 145.7                               | 129.0                               | 108.5                               | 99.0                                | 105.4                               | 105.4                               | 120.0                               | 133.3                               | 138.0                               | 130.2                               | 1٬498                               |
| نسبة وصول أشعة الشمس                                   | 31                                  | 35                                  | 38                                  | 38                                  | 35                                  | 34                                  | 34                                  | 32                                  | 33                                  | 33                                  | 32                                  | 29                                  | 34                                  |
| المصدر #1: Worldwide Bioclimatic Classification System |                                     |                                     |                                     |                                     |                                     |                                     |                                     |                                     |                                     |                                     |                                     |                                     |                                     |
| المصدر #2: Climate and Temperature                     |                                     |                                     |                                     |                                     |                                     |                                     |                                     |                                     |                                     |                                     |                                     |                                     |                                     |